# Chrysopodes (Neosuarius) oswaldi
Chrysopodes (Neosuarius) oswaldi is een insect uit de familie van de gaasvliegen (Chrysopidae), die tot de orde netvleugeligen (Neuroptera) behoort. 
Chrysopodes (Neosuarius) oswaldi is voor het eerst wetenschappelijk beschreven door Penny in Penny in 2002.